# Carl Mendelssohn Bartholdy
Carl Wolfgang Paul Mendelssohn Bartholdy (más tarde escrito Karl, 7 de febrero de 1838 en Leipzig-23 de febrero de 1897 en Windisch, Suiza) fue un historiador del siglo XIX. Fue un hijo de Felix y de Cécile Charlotte Sophie Mendelssohn Bartholdy.